# Cricula agria
Cricula agria är en fjärilsart som beskrevs av Jordan 1909. Cricula agria ingår i släktet Cricula och familjen påfågelsspinnare. Inga underarter finns listade i Catalogue of Life.